# Муса аль-Хади
Абу́ Муха́ммад Му́са аль-Ха́ди (араб. أبو محمد موسى الهادي‎;
26 апреля 764 — 14 сентября 786) — четвёртый халиф Арабского халифата из династии Аббасидов в 785—786 годах, сын халифа аль-Махди, старший брат халифа Харуна ар-Рашида.

## Происхождение и молодые годы
Абу Мухаммад Муса родился в иранском городе Рее старшим сыном наместника Ирана Мухаммада ибн Абдаллаха, будущего халифа аль-Махди, и его рабыни-наложницы Хайзуран, на которой Мухаммад женился став халифом.
Летом—осенью 775 года Муса сопровождал своего деда халифа аль-Мансура в его последнем хадже, во время которого халиф умер в области Харам недалеко от Мекки. Согласно свидетельству очевидца тех событий Али аль-Навфали, дальнего родственника династии Аббасидов, хаджиб халифского двора Раби ибн Юнус первоначально скрыл факт смерти аль-Мансура и собрал всех главных придворных сановников в большой палатке. Юный Муса был посажен на почётное место около шеста. Раби объявил о смерти халифа и зачитал его последнюю волю, в которой аль-Мансур призывал всех принести клятву верности его сыну и наследнику Мухаммаду, отцу Мусы. Закончив чтение, Раби сразу же начал за руку подводить всех главных придворных к Мусе. Сановники брали принца Мусу за руку и клялись в верности его отцу. Таким способом Раби обеспечил спокойный и мирный переход власти к наследнику аль-Мансура.
Из всего множества сыновей халифа аль-Махди только Мусу и его младшего брата Харуна готовили в преемники халифа. После вступления на престол аль-Махди официально провозгласил Мусу своим наследником, а Харуна назначил наследником Мусы. Став халифом, аль-Махди направил Мусу во главе войска в поход против мятежников Джурджана, отказавшихся признавать власть халифа. В марте 780 года, когда халиф с младшим сыном Харуном отправился в поход против Византии, он оставил Мусу в Багдаде в качестве своего заместителя.

## Правление
В момент неожиданной смерти халифа аль-Махди принц Муса был наместником Джурджана, а его брат Харун ар-Рашид — наместником Азербайджана и Армении; оба принца имели собственную администрацию и свой круг сторонников, видевших своего патрона во главе Арабского халифата. Предвидя неизбежность междоусобной борьбы за власть после своей смерти, халиф аль-Махди отправился в Джурджан, намереваясь уговорить Мусу отказаться от своих законных претензий на престол в пользу своего брата Харуна. По дороге в Джурджан халиф аль-Махди неожиданно умер в апреле 785 года при до конца невыясненных обстоятельствах. Узнав о смерти отца, Муса всего за 20 дней преодолел путь от Джурджана до Багдада, где был провозглашён новым халифом под именем аль-Хади.
Прибыв в Багдад, аль-Хади обнаружил, что в кризисной ситуации, возникавшей всякий раз сразу после смерти халифа, власть в столице взяла в свои руки его мать Хайзуран, опиравшаяся на хаджиба халифского двора Раби ибн Юнуса и Яхью ибн Халида из рода Бармакидов. Им удалось успокоить войска и установить порядок ко дню приезда нового халифа. Проведя, первым делом, сутки с любимой наложницей, остававшейся в Багдаде, аль-Хади приступил к формированию нового правительства. Яхья ибн Халид был оставлен хаджибом двора принца Харуна ар-Рашида, а во главе армии и городской стражи был поставлен Али ибн Иса ибн Махан. Новый халиф с недоверием отнёсся к старому хаджибу Раби ибн Юнусу, подозревая его в присвоении слишком больших полномочий. В конце-концов Раби примирили с аль-Хади, однако вскоре престарелый хаджиб умер своей смертью и его полномочия во многом перешли к его сыну Фадлу ибн Раби. Возмущённый вмешательством матери в управление государством, аль-Хади вначале примирился с ней, однако вскоре их взаимное недовольство стало нарастать вновь. Своей резиденцией аль-Хади избрал дворец в Исабадхе, возведённый его отцом в восточной части Багдада.
Хотя брат халифа Харун ар-Рашид добровольно признал его власть, аль-Хади задался целью отстранить его от наследования престола и провозгласить наследником своего несовершеннолетнего сына Джафара. Это желание было многими поддержано в армии, не доверявшей Харуну и его окружению. Против этого однако воспротивилась их мать Хайзуран и Яхья ибн Халид вместе со своими сторонниками. Последний за попытку отговорить аль-Хади по его приказу был брошен в заключение. Вскоре однако аль-Хади отказался от своей идеи и оставил Харуна в качестве престолонаследника. С одной стороны, на это решение повлияла непреклонная позиция Хайзуран и многих сановников, с другой стороны, халиф, видимо, опасался открыто аннулировать клятву верности, принесённую в своё время подданными Харуну в качестве наследника аль-Хади.
Так или иначе, эта ситуация окончательно испортила отношения между аль-Хади и его матерью Хайзуран. Халифа раздражало, что его чиновники продолжали обращаться к ней за помощью в решении разных проблем. Дошло до того, что однажды аль-Махди открыто возмутился по этому поводу перед ведущими сановниками, спросив у них, что бы они чувствовали, если бы их матери таким образом влезали в их дела. Кроме того, халиф пригрозил расправой любому, кто посетит дом его матери. Аль-Масуди приводит гневную отповедь, которую аль-Хади прилюдно устроил Хайзуран: «[Садись] на свое место и слушай слова мои... если я узнаю, что у дверей твоих стоит кто-нибудь из моих военачальников, или приближенных моих, или слуг моих, то я отрублю ему голову и отниму его имущество. Пусть тот, кто желает, следует этому. Что это за ежедневные процессии у твоих дверей? Разве нет у тебя прялки, которой бы ты занялась, или Корана, который бы тебя наставил, или дома, который бы тебя хранил? Берегись и ещё раз берегись раскрыть рот свой за мусульманина или зиммия». После этого придворные перестали обращаться к Хайзуран и она лишилась своего былого влияния на государственные дела.
Во время правления аль-Хади в Медине началось восстание сторонников Алидов во главе с Хусейном ибн Али, потомком имама Хасана ибн Али. На основании доноса против Алида Хасана ибн Мухаммада аббасидский наместник Медины вызвал к себе его родственников Хусейна ибн Али и Яхью ибн Абдуллаха и потребовал выдать местонахождение Хасана. После того как Хусейн и Яхья отказались их подвергли суровым пыткам. В ответ на это Хусейн ибн Али поднял восстание, изгнал наместника халифа из Медины и принял клятву верности от горожан в Мединской мечети. Узнав об этом, аль-Хади послал в Медину войска, которые вскоре разгромили повстанцев возле Мекки. Хусейн и Яхья погибли. Интересно, что незадолго до описываемых событий брат Яхьи Идрис ибн Абдуллах бежал на запад Магриба, где был провозглашён имамом и основал государство Идрисидов. 
Халиф аль-Хади умер довольно молодым в середине сентября 786 года после одного года и трёх месяцев правления. Причина его смерти достоверно неизвестна. Согласно источникам, халиф некоторое время тяжело болел перед своей кончиной. Есть однако предположение, что он был отравлен своей матерью Хайзуран, которая, вероятно, сочла для себя более выгодным кандидатом на престол Харуна. Ходили также слухи, что Хайзуран приказала одной из своих рабынь, имевшей интимный доступ к халифу, задушить его ночью подушкой. Возможно Хайзуран приняла решение устранить сына после его жестокой расправы над лидерами Алидов близ Мекки в 786 году, кроме того, она явно опасалась за жизнь своего любимого сына Харуна и желала вернуть своё былое влияние на управление халифатом. Так или иначе, у Хайзуран были мотивы и возможности совершить это убийство. Преемником аль-Хади на троне халифа стал его младший брат Харун ар-Рашид.

## Личные качества и семья
Муса аль-Хади внешне был высоким, белокожим и красивым человеком, что однако несколько портил один недостаток — заячья губа, из-за которой его рот часто был открыт. В детстве будущего халифа иногда дразнили обидным прозвищем «Муса-Закрой-Рот», что, должно быть, определённым образом отразилось на его характере. В остальном же он был сильным, здоровым и энергичным человеком. Вероятно, аль-Хади пользовался популярностью у своих войск, однако не имел возможности уделять много времени интеллектуальным занятиям. Кроме того, халиф имел вздорный нрав, постоянно держа придворных в напряжении своими неожиданными приступами гнева. Его отношение к младшему брату Харуну ар-Рашиду постоянно менялось, подобно маятнику, от демонстративной любви и уважения до искренней ненависти. 
Вспыльчивость, ревнивость и жестокость аль-Хади иллюстрирует один факт, известный со слов очевидца Али ибн Яктина, находившегося в вечер описываемых событий с халифом: «Вошёл слуга и шепнул что-то на ухо халифу. Тот быстро поднялся... и на некоторое время вышел из комнаты. Потом он вернулся, тяжело дыша, рухнул на подушки и некоторое время отдыхал, пока не успокоился. С ним вошёл евнух, неся поднос, накрытый куском ткани, и дрожа, остановился перед ним... Потом халиф приказал: «Подними покрывало!» Там на подносе лежали головы двух рабынь. И боже, за всю жизнь я никогда не видел более красивых лиц и более прекрасных волос... Тогда он спросил: «А знаете, что они сделали?» «Нет», — ответили мы... «Я поймал их под одним одеялом, занимающимися любовью, и убил обеих». Затем он сказал: «Мальчик, забери эти головы!» — и продолжил разговор, будто ничего не произошло».
Достоверно неизвестно имел ли халиф аль-Хади хотя бы одну законную жену, однако известно о девяти его зарегистрированных детях, семерых сыновьях и двух дочерях, рождённых ему его наложницами. Одной из таких наложниц была Гадир (ум. в 789 году), позднее ставшая одной из жён халифа Харуна ар-Рашида. Своих сыновей Джафара и Исмаила аль-Хади женил на дочерях своего брата Харуна, Хамдуне и Фатиме. Любимым сыном аль-Хади был Джафар, которого халиф пытался сделать своим наследником вместо своего брата Харуна. В ночь смерти аль-Хади Джафар был незамедлительно взят под стражу и о его дальнейшей судьбе ничего неизвестно.